# Dulsk-Spiczyny
Dulsk-Spiczyny – kolonia w Polsce położony w województwie kujawsko-pomorskim, w powiecie golubsko-dobrzyńskim, w gminie Radomin.
W latach 1975–1998 miejscowość położona była w województwie toruńskim.
Zobacz też: Dulsk